# Margita Hriniková
Margita Hriniková (6. února 1912 – ???) byla slovenská a československá politička a poúnorová bezpartijní poslankyně Národního shromáždění ČSSR.

## Biografie
Ve volbách roku 1960 byla zvolena do Národního shromáždění ČSSR za Východoslovenský kraj jako bezpartijní poslankyně. V Národním shromáždění zasedala až do konce jeho funkčního období, tedy do voleb v roce 1964.